# سباستین دریوسی
سباستین دریوسی (اسپانیایی: Sebastián Driussi‎؛ زادهٔ ۹ فوریهٔ ۱۹۹۶) یک بازیکن فوتبال اهل آرژانتین است که در پست مهاجم برای زنیت سن پترزبورگ در لیگ برتر فوتبال روسیه بازی می‌کند. وی در سال ۲۰۱۵ توانست به همراه تیم ریور پلاته قهرمان جام لیبرتادورس شود.